# Ivan Moskvitin
Ivan Jurjevič Moskvitin (rusky Иван Юрьевич Москвитин, ? – po roce 1647?) byl ruský průzkumník, tomský kozák, pravděpodobně rodák z Moskvy, objevitel Ochotského moře a první Rus, který dosáhl Tichého oceánu.

## Život
Moskvitin je poprvé zmíněn v roce 1626 jako kozák v Tomsku. V roce 1636 nebo 1637 byl ataman Dmitrij Kopylov s 54 kozáky odeslán do Jakutsku, mezi nimi byl i Ivan Moskvitin, podle svého jména pravděpodobně rodák z Moskvy. Kozáci sestoupili po řece Leně a po Aldanu a 28. června 1638 založili pevnost Butalsk, cca 100 km od ústí řeky Maji a cca 250 km jihovýchodně od Jakutsku. Od místního šamana se Kopylov dozvěděl o jižně tekoucí řece Širkol (pravděpodobně dnešní řeka Zeja v Amurské oblasti), kde žijí usedlí zemědělci pěstující obilí, kteří mají dostatek dobytka a těží stříbro.
V roce 1639 Kypolov nachystal výpravu 20 tomských a 19 krasnojarských kozáků, jejich vedením pověřil Ivana Moskvitina. Výprava měla objevit řeku Širkol, navázat vztahy s domorodci a cestovat až k velkému moři, o kterém vykládali Evenkové.
Moskvitin se s kozáky vydal po proudu řeky Maji, překročil pohoří Džugdžur a pak podél řeky Ulja pokračoval až k jejímu ústí, čímž objevil Ochotské moře a stal se prvním Rusem, který se dostal k Tichému oceánu. Ivan Moskvitin dokončil tažení slunci vstříc, které před šedesáti lety začal Jermak. V ústí řeky založil Moskvtin zimní tábor pojmenovaný Usť-Ulja. V říjnu se plavil s dvaceti svými muži tři dny na východ, objevil řeku Ochotu a pak pokračoval 500 km dále na východ do Taujského zálivu a poté na již k ústí řeky Udy. S příchodem zimy postavil dvě koče na nichž pokračoval v další cestě. Když byli napadeni místními Lamuty, jednoho z nich zajal a používal ho jako průvodce a tlumočníka. Zajatec mu vyprávěl o řece Mamur, v jejímž ústí žijí usedlí Giljaci a tak se Moskvitin rozhodl místo vyhledat. Koncem dubna 1640 odplul na jihozápad a dostal se až k Udské zátoce v jihozápadním rohu Ochotského moře. Tam se dozvěděl o řekách Amur, Zeja, Amguň a především o Giljacích a o vousatých Daurech, kteří mají velké domy, dobytek, koně, pečou chléb a žijí stejně jako Rusové. Poté Moskvitin zamířil na východ, objevil Šantarské ostrovy a vplul do Sachalinského zálivu, kde patrně dosáhl západního pobřeží Sachalinu. Kvůli pozdní sezoně se otočil zpět, v listopadu postavil zimoviště u ústí řeky Aldomy. V polovině července 1641 byl se svými muži zpět v Jakutsku.
Informace, které nasbíral, umožnily Kurbatu Ivanovovi vytvořit v březnu 1642 první mapu pobřeží Ochotského moře. V roce 1645 ataman Kopylov společně s Ivanem Moskvitinem navrhl tomskému vojvodovi Ščerbatskému velkou vojenskou výpravu k řece Amur. Návrh ale nebyl nikdy projednáván. V roce 1646 byl Moskvitin odeslán do Moskvy, aby referoval o objevech na východě. Do Tomska se vrátil v roce 1647 v hodnosti kozáckého atamana.
Další informace o jeho životě se nedochovaly. Expedice Ivana Moskvitina se stala jednou z nejvýznamnějších v ruské historii, díky objevení Ochotského moře byla otevřena cesta dalším ruským průzkumníkům do Tichého Oceánu a také do Ameriky.

## Památky
- Mys v Lužinské zátoce v Ochotském moři je pojmenován po Moskvitinovi.
- Osada Moskvitino v Amurské oblasti pojmenována na jeho počest.
- V ústí řeky Ulja byl v roce 1972 postaven na počest Moskvitina a jeho druhů památník. V roce 2014 byl demontován a převezen do Ochotsku. V roce 2017 byl zrekonstruován a stále je v Ochotsku.[8]
- V Chabarovském kraji byla vztyčena v roce 2012 na Moskvitinovu počest pamětní stéla.[9]
- Od poloviny 50. let 20. století je v Moskvitinova ulice v Tomsku.
- V Antarktidě po Moskvitinovi pojmenovali norští polárníci skupinu nunataků.
- Sovětský ledoborec Ivan Moskvitin.[10]